# Estación de Abandoibarra
Abandoibarra es una estación del tranvía de Bilbao. Se sitúa en el renovado paseo homónimo, donde la vía corre por encima del césped. Junto a la estación se encuentra el puente de Deusto y el Centro Comercial Zubiarte.
La estructura de la parada está compuesta por un módulo técnico que integra los servicios de expendedor de billetes, teléfono y reloj digital, y unidades de energía, comunicación y tráfico, unido a un pórtico acristalado en cuyo extremo se ubica el panel publicitario.

## Accesos
- Avenida Abandoibarra